# 菲利内韦利亚图罗
菲利内韦利亚图罗（義大利語：Figline Vegliaturo），是意大利科森扎省的一个市镇。总面积4平方公里，人口1097人，人口密度274.3人/平方公里（2009年）。ISTAT代码为078053。